# Safi
Safi (àrab: آسفي, Āsfī; amazic estàndard marroquí: ⴰⵙⴼⵉ, Asfi; portuguès: Safim) és una ciutat del Marroc situada al litoral atlàntic, al sud d'Al-Djadida. És la capital de la regió Doukkala-Abda poblada per les tribus Abda i Ahmar.

## Descripció de la ciutat
La ciutat està a la part baixa d'un altiplà que baixa cap a la mar. La ciutat vella està dividida en quatre parts: la medina (barri àrab) i el Melaj (antic barri jueu); el Ribat (barri al sud dels anteriors), amb una mesquita dedicada al patró de la ciutat, el santó Abi Mohammed Salih; el barri de Biadha, al nord, on vivien antigament els europeus junt amb els naturals; i Al-Auina. Sota domini francès, es va construir un barri nou a la part més alta de l'altiplà, darrere el campament militar. El carrer més important històricament és el carrer del Mercat, que separa la medina del Melaj. Propera, hi ha la gran mesquita, un morabit molt venerat i una antiga capella catòlica. El carrer del Mercat acaba en la porta del Barranc (Bab Chaaba); en un turó proper, hi ha una zawiya anomenada de Sidi Abderrahman i Muley al-Wafi; el barranc està enjardinat. Al costat de l'antiga capella, hi ha les zawiyas Hamacha, Aisaua, Tydaniam Taibia i d'altres. El hamdan o banys àrabs es van construir sobre el que havia estat l'església portuguesa. Hi ha una mesquita construïda pel soldà Muley Sidan al segle xvii i una altra mesquita amb madrassa, construïda per Sidi Muhammad ben Abd Allah.
El monument principal és la ciutadella portuguesa que domina la ciutat, i en destaca la Dar al-Majzen o casa del govern (administració local). Cap al sud, s'estén el barri de Ribat, on hi ha un altre fortí portuguès, i que s'ajunta avui dia amb Sidi Ouasse, ja que la ciutat ha tingut un gran creixement als darrers anys.
El port està protegit al nord pel promontori de Safi, però desprotegida al sud-oest (els vents causaven antigament algunes tempestes); els francesos van construir el port d'una fondària de 9 metres, protegit per un moll, port que s'amplià als darrers anys del segle xx. És el port més proper a Marràqueix (uns 150 km), però el d'Al-Djadida és millor.
La seva població era de 30.000 habitants el 1920, quan hi havia uns quatre mil jueus, i de 284.750 habitants al cens del 2004.
La seva activitat principal és la pesca, el port, el tèxtil, l'orfebreria, la terrissa, la indústria química (de l'Office Chérifienne de Phosphate) establerta el 1972 pels fosfats i que és la segona del món en importància i primera exportadora, i la indústria del ciment, amb una fàbrica establerta el 1993.
Un club de futbol local, l'Olympique de Safi, juga a la primera divisió.

## Història
La parròquia fou fundada el 1598 pel bisbe Tomàs Gargall, originari de Catalunya.

## Monuments de Safi
- Minaret almohade
- Castell de la mar (fort portuguès, construït a tocar de l'aigua)
- L'església portuguesa, primer edifici d'arquitectura gòtica de l'Àfrica
- Dar Asultane, antiga residència dels soldans alauites i avui Museu Nacional de la Ceràmica
- La sinagoga
- Ciutadella de Ben Hamiddouch
- Palau del caid Sidi Aïssa Ben Omar, del segle xix
- Fortalesa d'Ayir

## Principals barris
| - L'A.B.C. - Azib Derai - Achbar - Bled Eljed - Bahia - Byar - Biyada - Chenguite - Cité Aviation (Matar) - Darb Lfarrane - Darb Moulay Hassan - Hay Anass - Driba Lamziwka - Hay El Bouwab - Hay Essaâda | - Hrayat Albayde - El Matar - Jawhara - Jerifat - Jnane El Mestari - Jnane Chkouri - Jnane Colonne 1 i 2 - Jnane Illane - Kawki - Koudia al Baida - Kariat Chems - corse - Lala Hnia Hamria - M'dina K'dima (o simplement la medina) - Mouna - Ourida 1 i 2 - Plateau | - Quartier de l'hôpital - Rhat A Rih - Saâida 1 et 2 - Safi 2 - Sania - Sidi AbdelKrim - Sidi Bouzid - Swinia - Tajziat Zitoune - Trab as-Sini - Wad El Bacha - Zawiyat Sidi Wassel - Hay Essalam |

## Història
Molt poc es coneix de la seva història abans del segle xvi. Segurament, fou un establiment fenici absorbit per Cartago, segons Claudi Ptolemeu; fou visitat després pels romans.
Els àrabs hi van arribar el 713 i li van dir Asafi, nom amb què apareix esmentat als texts després del segle ix. Ibn Khaldun l'anomena Hadirat al-Mouhit ('Ciutat rodejada pel mar') i llavors feia de port a Marràqueix, la capital almohade (segle xii); disposava de fortificacions i una gran mesquita, i tenia contactes amb Andalusia. El patró de la vila, Abi Mohammed Salih, va fundar al final del segle xii un ribat o convent fortificat, que va convertir Safi en un centre religiós de certa importància; el santó va crear dos ordes religiosos, una tariqa mística i la tafa dels Hujjaj per al pelegrinatge a la Meca, amb una xarxa de centres d'acollida. Al segle xiv, Abul Hassan al-Marini hi va construir una madrassa; per la mateixa època, s'hi va edificar un hospital (bimaristan) i altres edificacions sobretot comercials (una qaysaria i un mohtasseb) per als seus intercanvis amb Gènova, Sevilla, Marsella i altres llocs.
Se sap que els castellans hi van fer algunes expedicions comercials abans del 1480, quan el tractat amb Portugal conegut com a tractat d'Alcaçovas, fou ratificat a Toledo i va deixar en mans dels portuguesos la costa atlàntica marroquina. El 1488, la vila es va posar sota sobirania del rei Joan II de Portugal (1481-1495), però no estava ocupada militarment sinó que els caps locals es van sotmetre voluntàriament. A causa d'uns desacords, el 1508, el governador de Mogador hi va enviar una esquadra que es va apoderar de la ciutat; els portuguesos foren atacats el 1511, però van poder rebutjar els enemics. Algunes incursions portugueses van arribar fins prop de Marràqueix. Les milícies indígenes creades pels portugueses es nodrien principalment de jueus. Hi van lluitar en aquest temps el governador Nunho Fernandes de Ataíde i el seu adail Lope Barriga, que foren el terror dels amazics fins que se'n van anar a l'Índia. El 1515, la ciutat de Marràqueix va estar a punt de ser conquerida pels portuguesos per segona vegada. Els portuguesos l'anomenaven Safim i tenien el suport d'un notable cap local anomenat Yahya ibn Taffut. El governador portuguès Nuno de Ataide va morir en un combat el 1516, i el 1518 Yahya fou assassinat en un tumult. i això va afeblir la posició dels portuguesos, que van haver d'aturar pràcticament l'activitat militar. El 1534, el soldà sadita de Marràqueix va bloquejar la ciutat.

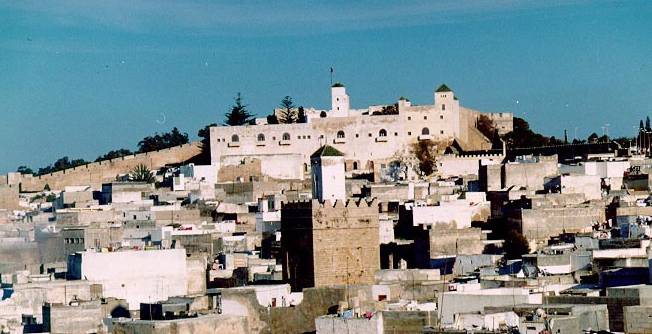
Minaret de Safi.

El 12 de març del 1541, els musulmans van ocupar Santa Cruz do Cabo de Gué. Ja les dificultats d'abastiment havien fet pensar al rei Joan III de Portugal (1521-1557) la conveniència d'evacuar algunes de les places de Barbaria, i ara va donar l'ordre d'abandonar Safi i Azemor, que es va complir a finals del 1541, i es concentraren les forces portugueses a Mazagan. La ciutat va passar al soldà sadita i va esdevenir el seu principal port per la proximitat a Marràqueix, posició que va conservar fins a la pujada al poder dels alauides, que van traslladar la seva capital a Fes i Meknes. En el període portuguès, fou seu d'un bisbat (vers 1487 al 1542) i entre els seus bisbes destaca João Sutil (1512-1536).
El 1580, es va establir a la ciutat el marsellès Guillem Berard, que fou nomenat cònsol de França. A aquesta ciutat, es van signar els tractats de Safi del 1631 i 1635 entre França i el soldà. A començaments del segle xviii, s'hi va establir el francès Legendre, un comerciant de Rouen. En aquest temps, Safi era encara un port important del Marroc. Chenier, pare del poeta André Chenier, era cònsol a la ciutat el 1767. La decadència se'n va accentuar al segle xix. El 1907, la ciutat va passar a França i va començar una lenta recuperació.

## Governadors portuguesos
- 1508 - 1510 Diogo de Azambuja (pare)
- 1510 - 1516 Nuno Fernandes de Ataíde
- 1516 - 1522 Nuno de Mascarenhas
- 1523 - 1525 Gonçalo Mendes Sacoto
- 1526 - 1528 Garcia de Melo
- 1529 - 1533 Francisco Lopes Girão
- 1533 João de Faro
- 1534 Rui Freire
- 1534 Garcia de Noronha
- 1534 Luis de Loureiro
- 1535 Jorge de Notonha
- 1535 - 1541 Rodrigo de Castro

## Personatges famosos
- Abi Mohammed Salih El Magri, patró de la ciutat
- Mohamed Bajeddoub (cantant)
- Qzibra (cantant)
- Daâbaji (cantant)
- Monsif El Hamrany (cantant)
- Tiraline (grup de pop rock)
- Abdelmajid Bouaffia (pintor)
- Edmond Amran el Maleh (escriptor comunista)
- Michel Galabru (actor francès nascut a la ciutat el 1922)
- Mohamed Ousfour (realitzador, considerat pare del cinema marroquí)
- Noureddine Lakhmari (director de cine)
- Roger Vives (pintor)
- Samy Al-Maghribi (1922-2008), malnom de Salomon Amzellag (cantant)
- Yassin Adnan (periodista i poeta)
- Abderrahim Goumri (atleta)
- Brahim Boulami (athlète)
- Rachid Ramzi (atleta)
- Mohamed Mjid (esportista i polític)
- Mohamed Bouzowada (cantant)
- Khadija Mergoum (cantant)
- Abderrahim Miss (cantant)
- Mohamed Bouhmid (1939-2002, intel·lectual especialitzat en arts populars)

## Ciutats agermanades
- Montereau (França), 2007
- Boulogne-sur-Mer (França), 1957
- Regió Nord-Pas-de-Calais (França)